# Mix FM Maceió
Mix FM Maceió é uma emissora de rádio brasileira sediada em Maceió, capital do estado de Alagoas. Opera na frequência modulada de 98,3 MHz, oriunda da migração dos 1 260 kHz em amplitude modulada, que transmitiu como Rádio Gazeta entre 1960 e 2019. Pertence à Organização Arnon de Mello, tendo como sócio o ex-presidente da República Fernando Collor de Mello, que também controla o jornal Gazeta de Alagoas, a Gazeta FM e a TV Gazeta.

## História
A Rádio Gazeta foi inaugurada em 2 de outubro de 1960 pelo jornalista e ex-governador de Alagoas Arnon de Melo, proprietário do jornal Gazeta de Alagoas, operando na frequência de 1 260 kHz, outorgada em setembro de 1958, com o prefixo ZYL 21. Tinha em sua programação atrações noticiosas, esportivas e musicais, voltando-se principalmente ao jornalismo a partir da criação da Gazeta FM, em 1978.

Logotipo da 98 FM antes de tornar-se Mix FM Maceió

Em fevereiro de 2019, a emissora iniciou suas transmissões experimentais pelo dial FM, na frequência migrante de 98,3 MHz, e em 8 de abril, encerrou sua operação pela amplitude modulada, passando a ser identificada como 98 FM. Em julho, teve, com a Gazeta FM Maceió e a TV Gazeta, sua concessão cancelada pelo Ministério Público Federal e pela Justiça Federal de Alagoas por ter em seu quadro societário o então senador pelo estado Fernando Collor de Mello; o julgamento deu-se com base em um inciso que vedava aos parlamentares controlar empresas que recebessem do governo federal benefícios previstos em lei. As emissoras seguiram no ar até o trânsito em julgado da sentença.
Em 5 de abril de 2023, a 98 FM afiliou-se à Mix FM, que contava desde 2007 com uma emissora em Maceió na frequência de 97,7 MHz, cuja parceria foi encerrada.